# Mihai Cioroianu
Mihai Cioroianu (n. 28 septembrie 1967, București, România – d. 10 iulie 1999, K2, Xinjiang, Republica Populară Chineză) a fost un alpinist de mare altitudine român. A murit pe al doilea vârf al lumii, K2, în urma unei căderi de pietre.

## Biografie
În anul 1997 a reușit ascensiunea în premieră românească a vârfului Nanga Parbat, de 8125 metri, victorie dedicată celor căzuți în 1996 pe acest munte – Răzvan Petcu și Gabi Stana -, iar în 1998 a urcat pe vârful Gasherbrum II, de 8.035 metri.